# وكيل أباد (دشتاب)
وكیل أباد (بالإنجليزية: Vakilabad, Baft)‏ هي مستوطنة تقع في إيران في قسم دشتاب الريفي. يقدر عدد سكانها بـ 417 نسمة .